# Trissopelopia dimorpha
Trissopelopia dimorpha är en tvåvingeart som beskrevs av Cheng och Wang 2005. Trissopelopia dimorpha ingår i släktet Trissopelopia och familjen fjädermyggor. Inga underarter finns listade i Catalogue of Life.